# Ray Chen

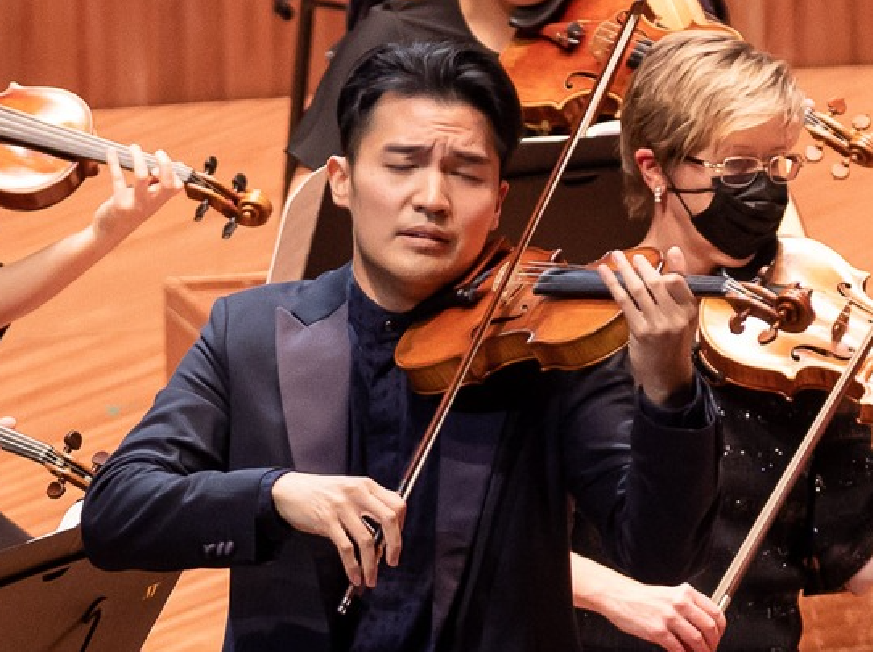
Ray Chen (2022)

Ray Chen (* 6. März 1989 in Taipeh) ist ein australisch-taiwanischer Violinist. Er war  1. Preisträger beim Königin-Elisabeth-Wettbewerb für Violine 2009 in Brüssel.

## Leben
Ray Chen begann im Alter von vier Jahren mit dem Violinspiel mittels der Suzuki-Methode. Seine Eltern übersiedelten nach Queensland in Australien, wo er im Alter von acht Jahren, begleitet vom Queensland Philharmonic Orchestra, sein erstes öffentliches Konzert gab. Er war Schüler von Peter Zhang am Konservatorium von Sydney. Bereits 1998 erhielt er eine Einladung, bei der Eröffnungsfeier der Olympischen Winterspiele in Nagano aufzutreten.
Mit 15 Jahren erhielt er die Zulassung am Curtis Institute of Music in Philadelphia, um bei Aaron Rosand zu studieren. Weitere Lehrer in den Vereinigten Staaten waren David Cerone, Pamela Frank und Joseph Silverstein. Er nahm auch an Meisterkursen bei namhaften Violinisten teil, wie Midori Gotō, Cho-Liang Lin, Maxim Vengerov, Antje Weithaas und Rudolf Koelman.
Seit dem Gewinn mehrerer Wettbewerbe in den Jahren 2008 und 2009 trat er mit großen Orchestern in verschiedenen Ländern auf. Unter anderem hatte er sein Russlanddebüt mit dem Violinkonzert von Peter Tschaikowski unter dem Dirigat von Maxim Vengerov.
Von der Saison 2012/13 bis 2014/15 war Ray Chen Künstler der Reihe „Junge Wilde“ am Konzerthaus Dortmund.
2025 spielte er zusammen mit dem NDR Elbphilharmonie Orchester unter Leitung von Christoph Eschenbach beim Eröffnungskonzert des Schleswig-Holstein Musik Festival Felix Mendelssohn Bartholdys Violinkonzert in e-Moll op. 64.

## Instrumente
Ray Chen hat bereits auf vier verschiedenen Geigen von Antonio Stradivari gespielt. Im Anschluss an seinen Erfolg bei den Young Concert Artists International Auditions im Jahr 2009 stand ihm drei Jahre lang, bis April 2012, die Stradivari „Macmillan“ (1721) zur Verfügung. Der erste Preis beim Königin-Elisabeth-Wettbewerb im selben Jahr brachte ihm zusätzlich ab Juni 2009 die Stradivari „Huggins“ (1708) als Leihgabe der Nippon Music Foundation ein, und zwar ebenfalls für einen Zeitraum von drei Jahren, so dass er nun zwischen zwei Stradivaris wählen konnte. Chens Einstellung war jedoch, dass „niemand zwei Stradivaris braucht“. Nach langer Abwägung entschied er sich für die „Macmillan“ und gab die „Huggins“ im September 2010 freiwillig an den Verleiher zurück. Kurz vor der Rückgabe spielte er auf der „Huggins“ noch seine erste CD mit dem Titel Virtuoso ein, die im Januar 2011 erschien.
Von April 2012 bis Juni 2014 spielte er die Stradivari „Lord Newlands“ (1702), zur Verfügung gestellt von der Nippon Music Foundation. Seitdem spielt er die Stradivari „Joachim“ (1715), wiederum eine Leihgabe der Nippon Music Foundation.

## Auszeichnungen
- 2008: Gewinner der Yehudi Menuhin International Competition for Young Violinists
- 2009 gehörte Chen zu den Gewinnern der Young Concert Artists International Auditions in New York[6]
- 2009: erster Preis beim Königin-Elisabeth-Wettbewerb in Brüssel,[7] der mit 20.000 Euro dotiert ist; zusätzlich Gewinn des mit 2.500 Euro[8] dotierten Publikumspreises des Senders VRT[3]

## Trivia
Im Mai 2018 gab er nach einer Notlandung in Portugal ein spontanes Stegreif-Konzert.
Mehrere Musikstücke in dem Film The Song Of Names (2020), Regie François Girad, mit Tim Roth und dem jüdischen Violinen Virtuosen Dovidl Rapoport, im Film gespielt im späteren erwachsen Alter durch Clive Owen, werden von Ray Chen gespielt.